# Bakar(I)-oksid
Bakar(I)-oksid (kupro-oksid) je neorgansko jedinjenje sa formulom . On je jedan od glavnih oksida bakra. Ovaj prah crvene boje je komponenta nekih boja koje sprečavaju obrastanje organizmima predmeta potopljenih u vodu. Ovo jedinjenje može da izgleda bilo žuto ili crveno, u zavisnosti od veličine čestica, ali obe forme postaju bakar(II)-oksid u vlažnom vazduhu. Bakar(I)-oksid je nađen u crvenkastom mineralu kupritu.

## Priprema
Bakar(I)-oksid se može proizvesti na više načina. Najjednostavniji način je oksidacija bakarnog metala:
4 Cu + O2 → 2 Cu2O
Aditivi kao što su voda i kiseline utiču na brzinu ovog procesa, kao i na dalju oksidaciju u bakar(II)-oksid. On se takođe proizvodi industrijski, redukcijom rastvora bakra(II) sa sumpor-dioksidom. Vodeni rastvori bakar-hlorida reaguju sa bazama da formiraju isti materijal. 